# Mississagi Strait
Mississagi Strait är ett sund i Huronsjön på den kanadensiska sidan.   Det ligger i provinsen Ontario, i den sydöstra delen av landet, 600 km väster om huvudstaden Ottawa.